# 波陶·乔吉娜
波陶·喬吉娜（匈牙利語：Póta Georgina，匈牙利語發音：[ˈpoːtɒ ˈɡɛorɡinɒ]，1985年1月13日—），生于布达佩斯，匈牙利女子乒乓球運動員。她曾参加过2008年、2012年和2016年三届奥运会。

## 獎項
- 匈牙利年度最佳乒乓球運動員：2004, 2012, 2013
- 第一少年獎項：2007